# Đại dịch COVID-19 tại Eritrea
Bài viết này ghi lại các tác động của đại dịch COVID-19 ở Eritrea, và có thể không bao gồm tất cả các phản ứng và biện pháp chính hiện đại.

## Dòng thời gian
Vào ngày 21 tháng 3, trường hợp đầu tiên ở Eritrea đã được xác nhận, một công dân Eritrea đến từ Na Uy.
Tính đến ngày 8 tháng 11 năm 2022, Eritrea ghi nhận 10,189 trưởng hợp mắc COVID-19 và 103 trường hợp tử vong.

## Phòng ngừa
Như một biện pháp phòng ngừa, chính phủ đã kêu gọi mọi người không đi du lịch đến hoặc từ nước này, và sẽ cách ly bất kỳ du khách nào đến gần đây đã ở Trung Quốc, Ý, Hàn Quốc hoặc Iran.